# Ribbit (programme d'échecs)
Pour les articles homonymes, voir Ribbit.
Ribbit est un programme d'échecs développé à l'université de Waterloo (Canada) par  Ron Hansen, Jim Parry et Russell Crook.
En 1974 il remporte le Championnat canadien des ordinateurs d'échecs.
Il remporte également le Championnat nord-américain des ordinateurs d'échecs  contre Chess 4.0 avec un score parfait. Il arrive second au Championnat du monde des ordinateurs d'échecs.
En 1975 il arrive second au Championnat nord-américain des ordinateurs d'échecs. Il participe alors sous le nom de Tree Frog.